# Městská knihovna Česká Lípa
Městská knihovna Česká Lípa je veřejná knihovna, příspěvková organizace. Zřizovatelem je město Česká Lípa. Knihovna poskytuje občanům veřejné knihovní a informační služby. V souladu se zákonem č. 257/2001 Sb. knihovní zákon, plní rovněž regionální funkci pro profesionální a neprofesionální knihovny regionu Českolipska. Městská knihovna Česká Lípa vykonává regionální funkci na základě pověření Krajskou vědeckou knihovnou a tato činnost je hrazena z dotace Libereckého kraje. Přístupný knižní fond splňuje požadavky univerzálnosti a je stále aktualizován. Shromažďuje, zpracovává, uchovává a poskytuje informace o městě i regionu Českolipska a pro tento účel vytváří speciální databáze.

## Historie a současnost
Městská knihovna v České Lípě byla po roce 1945 postupně budována jako knihovna s regionální funkcí. Sloužila i občanům okolních obcí a vesnic. Již od počátku padesátých let 20. století knihovna pomáhala neprofesionálním knihovnám v menších obcích nebo městech v okolí metodicky, a také při odborných knihovnických činnostech. 

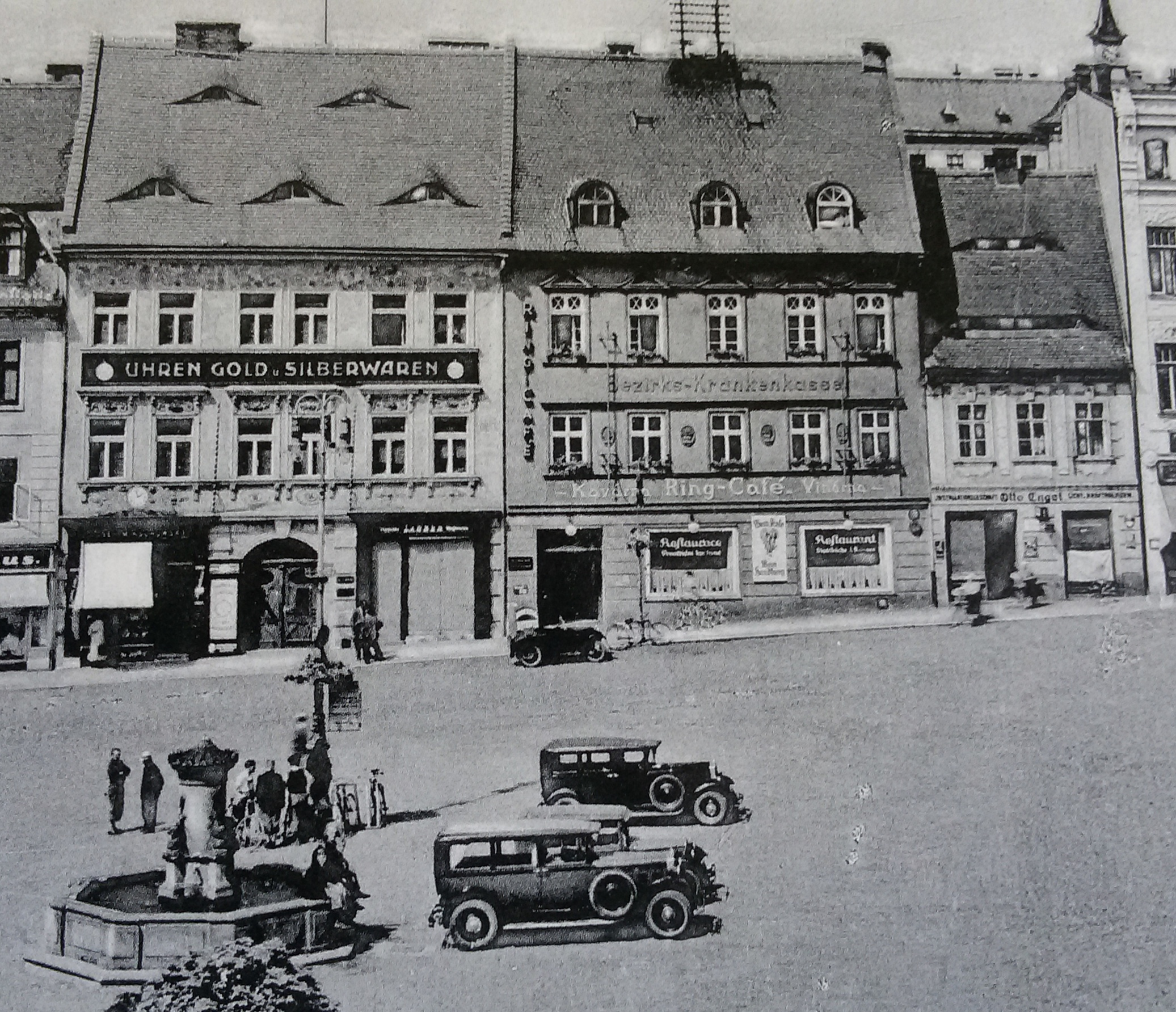
Bývalá kavárna a vinárna Ring Café v České Lípě v první polovině 20. století.

Organizace do 50. let 20. století vystřídala několik objektů, kam byly umístěny její fondy. Čtenáři za službami knihovny chodili do budovy dnešní Obchodní akademie , v roce 1946 pak do prostoru bývalé kavárny Sport, naproti kavárně Union. Knihovna tehdy měla čítárnu, půjčovny a sklad. Část fondu tvořily také hudebniny. Chod řídila knihovní rada, jejímž předsedou byl učitel Jaroslav Panáček. Tehdejší MěNV rozhodl dalším stěhování do budovy č. p. 170 na náměstí Míru (od roku 1991 T. G. Masaryka ). V listopadu 1954 se vedoucí okresní knihovny stala Zdena Antošová, která tuto funkci zastávala až do konce roku 1988. V letech 1989 až 2024 byla ředitelkou knihovny PhDr. Dana Kroulíková.
V budově na náměstí bylo knihovně přiděleno přízemí. Protože však narůstal fond (v roce 1955 to bylo 15 900 knih, v roce 1965 pak již přes 35 000 svazků), a bylo také třeba oddělit služby pro děti a mládež a poskytovat odborné služby naučného charakteru, byl knihovně v roce 1965 přidělen celý objekt č. p. 170. Knihovna tak získala na určité období relativně velké prostory ve středu města - českolipském náměstí. Prostory byly uspořádány podobně jako dnes. Přízemí bylo určeno beletrii, první patro naučné literatuře, čítárně a studovně, druhé patro obsadilo dětské oddělení a centrální nákup a v podkroví byla umístěna administrativa, metodika a ředitelna.

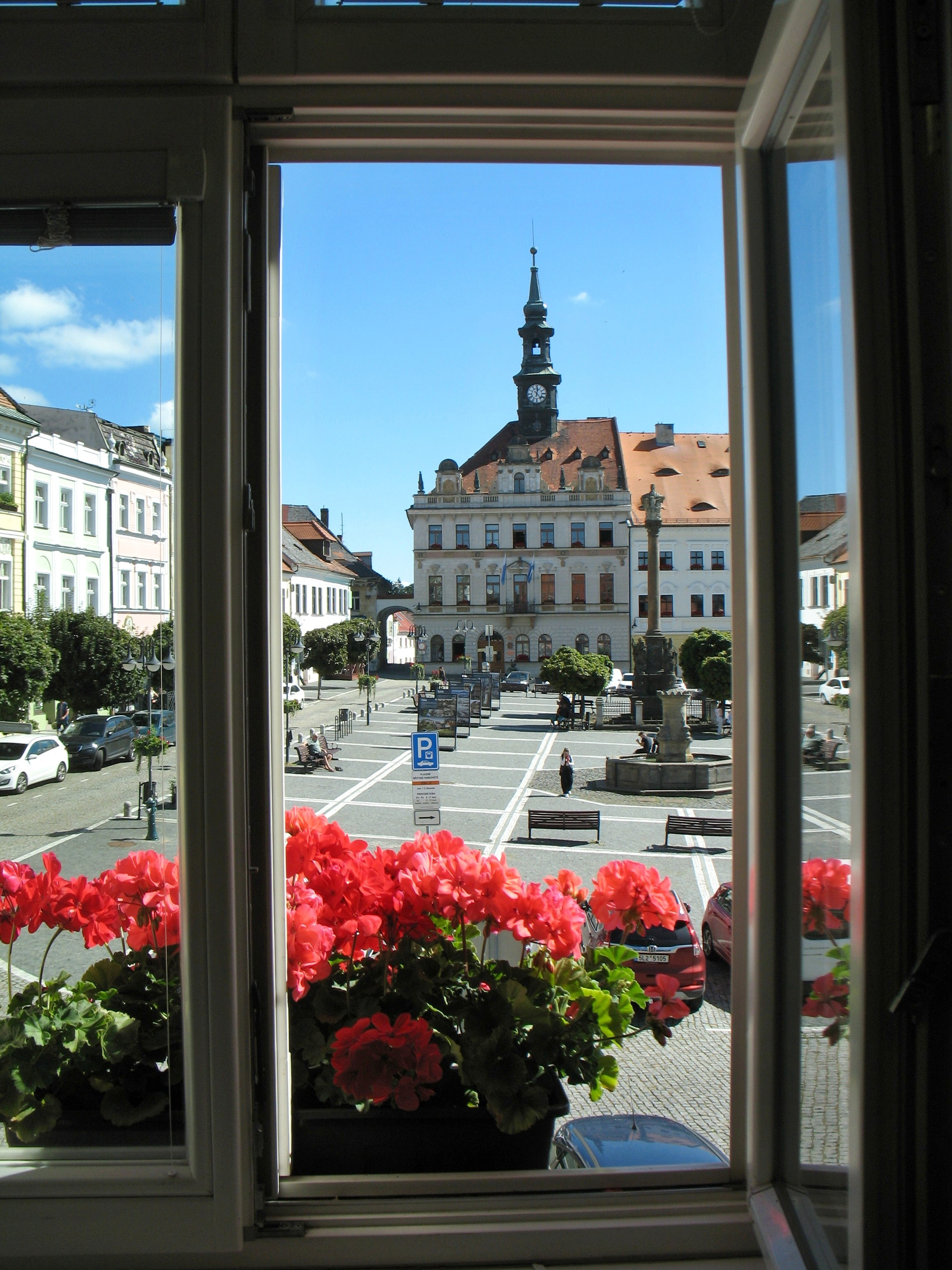
Výhled z okna knihovny na náměstí T. G. Masaryka a protilehlou radnici

Objekt však nebyl prvotně určen pro potřeby veřejného prostoru a byly problémy se statikou. V sedmdesátých letech se situace s nárůstem fondu řešila přesunem málo půjčovaných knih do depozitního skladu v Dobranově v kostele sv. Jiří. Kostel fungoval jako sklad knih do konce roku 1989. Tituly zakázané po roce 1969, se začátkem sedmdesátých let svážely do celostátního skladu v Nučicích, kde přečkaly dvacet let a pak je knihovny mohly na začátku 90. let znovu zařadit do fondů.
Prostorové problémy knihovny se řešily zřízením poboček ve městě. Malé pobočky měly části města např. Lada, Dubice, Stará Lípa, Dolní Libchava nebo Svárov. Tyto výpůjční prostory sloužily veřejnosti několik hodin týdně. První, skutečně profesionální pobočka vznikla v České Lípě až koncem 80. let na sídlišti Špičák, kde již v té době žilo několik tisíc obyvatel. Zde byla postavena budova kulturního domu Centrál, kde kromě místa pro různé kulturní aktivity (taneční kurzy, menší koncerty, zábavy, diskotéky), obsadila nová knihovna téměř celé patro. Budova byla postavena pro potřeby knihovny. Oddělení zde našli dospělí i děti, besedy se konaly v dostatečně velké přednáškové místnosti. Slavnostní otevření proběhlo v září 1988.
V říjnu 1989 bylo nutné kvůli špatné statice hlavní budovu Okresní knihovny na náměstí Míru (nyní náměstí T.G.Masaryka ) uzavřít. Během jednoho týdne byl fond dočasně přesunut na pobočku Špičák, která několik let suplovala hlavní výpůjční místo ve městě. Na sídlišti Holý vrch byla zřízena malá pobočka knihovny, a tak i druhá polovina města mohla využívat dočasně omezené knihovnické služby.
V roce 1991 se fond z pobočky na Špičáku znovu přestěhoval do hlavní budovy tehdy "Okresní knihovny" na náměstí Míru, která byla po rekonstrukci. V této budově sídlí "městská" knihovna dodnes. V současnosti (stav k roku 2025) je ředitelem knihovny Bc. Michal Prokop

## Služby
- Půjčování knih, časopisů, e-knih, audio-knih

- Meziknihovní výpůjční služba

- On-line služby (čtenářské konto, on-line katalog)

- Rezervace a prolongace výpůjček

- Rešerše
- Kulturní a vzdělávací akce a besedy se známými osobnostmi pro děti i dospělé
- Rozvoz knih invalidním občanům a seniorům
- Poskytovatel regionálních informací a veřejných knihovních a informačních služeb
- Kopírovaní z materiálů v knihovně dostupných
- Poskytovatel veřejného internetuOddělení naučné literatury v prvním poschodí

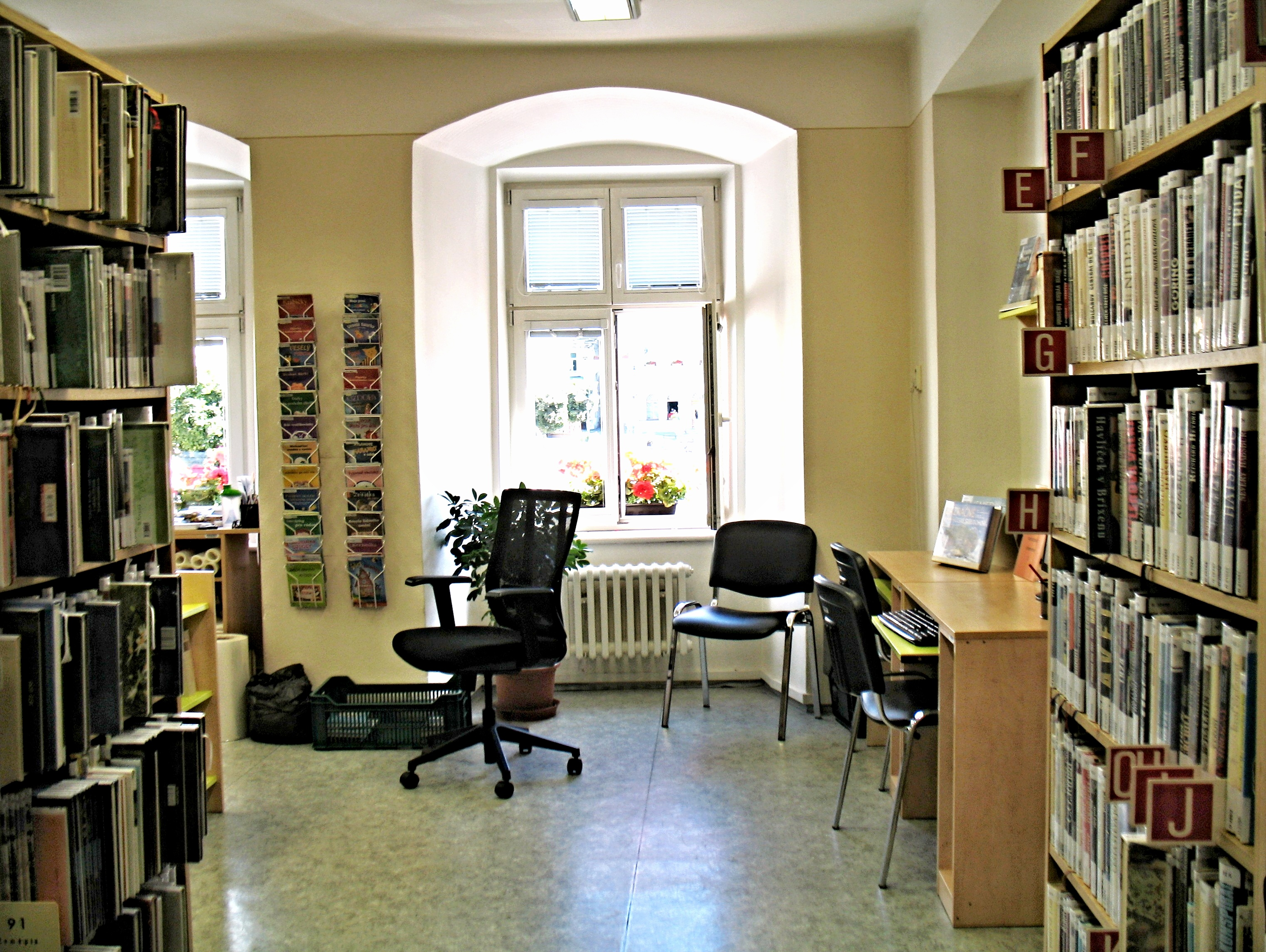
Oddělení naučné literatury v prvním poschodí

Knihovní provoz je plně automatizován (knihovní systém Clavius), od výpůjčního protokolu až po on-line katalogy přístupné veřejnosti.
Zaměstnanci knihovny přibližují svou knihovnu veřejnosti i formou kulturně-výchovné činnosti. Prvotní snahou je přiblížit čtenářům českou i světovou literaturu, vštípit dětem vztah ke knize a naučit je pracovat s informacemi.
Dopoledne chodí do dětského oddělení pravidelně celé třídy jednotlivých ročníků ZŠ na exkurze a knihovnicko–bibliografické lekce, při nichž jsou žáci seznamováni s významem knihoven, s pravidly půjčování, s tím, jak hledat knihy na regálech a samozřejmě proto, aby si mohly prohlédnout dětský knižní fond. Cílem těchto akcí je, nejen děti seznámit s knihovnou, ale hlavně je do knihovny přivést jako čtenáře a tak je naučit pravidelně číst.  . Knihovnice např. hrají pro děti i divadlo nebo pořádají zábavné hraní a mnoho jiných akcí... 
Dalším typem práce s dětským čtenářem jsou besedy na konkrétní téma s využitím literatury, besedy o konkrétních autorech a jejich literární práci. Do knihovny chodí na hromadné akce také středoškoláci, převážně studenti prvních ročníků, kteří se na knihovnických lekcích učí, jak mohou knihovnu využít pro své studium.
Knihovnou jsou organizovány i akce pro dospělé, se konají v hlavní knihovně vždy v úterý, kdy jsou zavřena výpůjční oddělení, aby byl prostor pro konání těchto akcí. V ostatní dny se pro akce využívá i prostor na pobočce na sídlišti Špičák.